# Liste von Persönlichkeiten der Stadt Bautzen
Die Liste von Persönlichkeiten der Stadt Bautzen verzeichnet Söhne und Töchter, verdiente Persönlichkeiten und Ehrenbürger der Stadt Bautzen.

## Söhne und Töchter der Stadt

### Bis 1800
- Simon Schaidenreisser (um 1497–1572), Schriftsteller und Humanist
- Johann Hoppe (1512–1565), Pädagoge und Schulreformer
- Pantaleon Blasius (um 1520 – nach 1560), Reformator der Grafschaft Hanau-Lichtenberg
- Caspar Peucer (1525–1602), Mediziner, Astronom, Mathematiker
- Kaspar Hübsch (1582–1643), Bürgermeister in Bautzen
- Gregor Mättig (1585–1650), Philosoph und Mediziner, Stifter
- Johann Schmidt (1594–1658), evangelisch-lutherischer Theologe und Hochschullehrer
- Jakob Kuhlmann (um 1630–nach 1699), Theaterprinzipal
- Martin Gumprecht (1597–1679), Theologe, 1635 Kurfürstlich Sächsischer Hofprediger in Dresden, 1640 Oberpastor Simultankirche St. Petri
- Johann Christian Nelkenbrecher (unbekannt–1760), Mathematiker
- Heinrich Basilius Zeidler (1640–1703), Geistlicher
- Johann Friedrich Probst (1716–1793), Arzt
- Christian Nicolaus Naumann (1720–1797), Dichter der Anakreontik und des frühen Sturm und Drang
- Johann Jakob Hentsch (1723–1764), Philosoph, Mathematiker und Hochschullehrer
- Wolf Christian von Schönberg (1727–1786), kurfürstlich-sächsischer Landeshauptmann der Oberlausitz sowie Rittergutsbesitzer
- Otto Ferdinand von Loeben (1741–1804), Gesandter und Kabinettsminister
- Freiherr von Mortczinni (1742–179?), Hochstapler, Prediger und Autor
- August Gottlieb Meißner (1753–1807), Schriftsteller, Begründer der deutschen Kriminalerzählung
- Friedrich Gottlob Rießner (1761–1839), Registrator und Aktuar
- Karl Friedrich Brescius (1766–1842), Geistlicher und Theologe
- Friedrich Wilhelm Ehrenfried Rost (1768–1835), Theologe und Philosoph
- Friedrich August Carus (1770–1807), Psychologe und Philosoph
- Heinrich Gottlob Gräve (1772–1847), Historiker und Volkskundler
- Friedrich Erdmann Petri (1776–1850), Theologe, Schriftsteller und Lehrer an der Rabanus-Maurus-Schule / Domgymnasium Fulda
- Carl Friedrich August Fischer (1778–1842), Papierfabrikant
- Jan Bohuchwał Dejka (1779–1853), sorbischer Publizist
- Karl Friedrich Gottlob Wetzel (1779–1819), Schriftsteller
- Karl Gustav Fiedler (1791–1853), Montanwissenschaftler und Mineraloge
- Ernst Friedrich Hartz (1791–1854), Jurist und Politiker
- Adolph Traugott Eduard Starke (1793–1858), Jurist und Politiker
- Friedrich Gotthilf Fritsche (1799–1851), Generalsuperintendent und Konsistorialrat in Altenburg

### 1801 bis 1900
- Gustav Flügel (1802–1870), Orientalist und bedeutender Herausgeber des Koran
- Handrij Zejler (1804–1872), geboren im Ortsteil Salzenforst, Begründer der modernen sorbischen Dichtung
- Eduard Friedrich Ferdinand Beer (1805–1841), Orientalist
- Hermann Theobald Petschke (1806–1888), Jurist und Komponist
- Wolf Curt von Schierbrand (1807–1888), niederländischer Offizier und Mäzen
- Samuel Erdmann Tzschirner (1812–1870), Revolutionsführer (Dresdner Maiaufstand)
- Franz Julius Anders (1816–1869), Stenograph
- Ernst Theodor Stöckhardt (1816–1898), Agrarwissenschaftler
- Hermann Lotze (1817–1881), Philosoph
- Rudolf Buchheim (1820–1879), Mitbegründer der modernen Pharmakologie
- Carl Ernst Becker (1822–1902), sorbisch-deutscher Lehrer, Autor und Übersetzer
- Theodor zur Lippe-Biesterfeld-Weißenfeld (1822–1894), Gutsbesitzer und Politiker
- Guido Brescius (1824–1864), Eisenbahningenieur
- Viktor Julius von Bosse (1825–1895), sächsischer Generalleutnant
- Rudolf Thiel (1825–1884), MdR
- Gerhard von Zezschwitz (1825–1886), lutherischer Theologe
- Walter Behrnauer (1827–1890), Bibliothekar und Orientalist
- Ernst Köhler (1829–1903), Naturwissenschaftler und Volkskundler, Gründer des Erzgebirgsvereins
- Clara Stöckhardt (1829–1897), Landschaftsmalerin
- Julius Reinhold Stöckhardt (1831–1901), preußischer Ministerialbeamter und Komponist
- Ernst Giese (1832–1903), Architekt und Hochschullehrer
- Curt von Raab (1834–1908), königlich-sächsischer General und Historiker
- Robert Hermann Gelbe (1835–1873), Lehrer und Autor
- Richard Reymann (1840–1913), Stadtgeschichtsschreiber
- Stephan Hoffmann (1845–1924), Richter, Präsident am Reichsgericht
- Georg von Criegern (1852–1941), sächsischer Generalleutnant
- Friedrich Alfred Klemm (1855–1901), Kaufmann, Politiker und Mitglied des Deutschen Reichstags
- Richard Hering (1856–1943), Jurist, Redakteur, Musikkritiker und Komponist
- Willy Oßwald (1863–1929), Kommerzienrat, Direktor der Filiale Dresden der Deutschen Bank und Konsul
- Hermann von Kiesenwetter (1865–1926), Generalmajor
- Alfred Müller (1866–1925), Generalstabsoffizier der Sächsischen Armee, Generalleutnant der Reichswehr
- Fritz Oertel (1866–um 1929), Jurist und Schriftsteller
- Kurt Dinter (1868–1945), Botaniker und Forschungsreisender in Südwestafrika
- Georg Rudorf (1868–1948), Direktor der Ackerbauschule Quakenbrück, reformierte die Landwirtschaft im Artland
- Wilhelm Buck (1869–1945), Ministerpräsident des Freistaates Sachsen
- Hans Unger (1872–1936), Künstler
- Felix Kuppert (1873–1928), Jurist und Amtshauptmann
- Georg Heine (1877–1952), Maler
- Robert Helbig (1877–1956), Gymnasiallehrer und Politiker
- Berthold Hunger (1879–1961), Maler und Zeichner
- Anna Elisabeth Angermann (1883–1985), Malerin
- Marianne Britze (1883–1980), Malerin in Bautzen
- Friedrich Hänichen (1883–1962), Jurist und Kommunalpolitiker
- Hans Kratzert (1883–1958), Generalleutnant im Zweiten Weltkrieg
- Hanns Petschke (1884–1963), Bildhauer
- Ferdinand Neuling (1885–1960), General der Infanterie im Zweiten Weltkrieg
- Fritz Neubert (1886–1970), Romanist und Hochschullehrer
- Will Grohmann (1887–1968), Kunsthistoriker und -kritiker
- Georg-Hans Reinhardt (1887–1963), Generaloberst der deutschen Wehrmacht
- Hans von Tettau (1888–1956), Infanteriegeneral
- Curt Heinke (1890–1934), Gymnasiallehrer und Heimatgeologe
- Werner von Erdmannsdorff (1891–1945), General der Infanterie im Zweiten Weltkrieg
- Nora Groß (1891–1976), Mineralogin, Kristallographin und Hochschullehrerin
- Hans Sachsse (1891–1960), Komponist, Musikpädagoge und Architekt
- Walter Frenzel (1892–1941), Prähistoriker, Lehrer, Dozent und Museumsleiter
- Paul Wicke (1892–1948), Maler
- Friedrich Lamprecht (1893–1941), Geologe und Bergsteiger, sächsischer Landesmuseumspfleger
- Horst Schneider (1894–1984), Organist und Orgelsachverständiger
- Hans-Ulrich Rottka (1895–1979), Reichskriegsgerichtsrat zur Zeit des Nationalsozialismus
- Gerhard Lindner (1896–1982), Generalmajor im Zweiten Weltkrieg
- Konstantin Schulze-Franz (1896–1974), Maler
- Kurt Göbel (1900–1983), Politiker, Abgeordneter des Hessischen Landtags
- Willy Zschietzschmann (1900–1976), Klassischer Archäologe, Professor in Gießen
- Oskar Kaubisch (17. Dezember 1882 in Lindenau/Oberlausitz, gest. 10. Dezember 1959 in Bautzen), Lehrer/Studienrat, Fotograf, Heimatforscher. Mitbegründer der Sächsischen Landesbildstelle in Chemnitz 1924 aus der die Deutsche Fotothek entstand[1][2].

### 1901 bis 1950
- Werner Braunbek (1901–1977), Physiker (theoret. Physik), Träger d. Wilhelm-Bölsche-Medaille 1961, Professor in Tübingen
- Eberhard Spenke (1905–1992), Physiker, „Vater der Siliziumhalbleiter“
- Kurt Heine (Kurt Hajna; 1906–1986), Fotograf
- Margarete Hackebeil (1907–2001), Schriftstellerin und Drehbuchautorin
- Liesbeth Krzok (1909–1979),  Krankenschwester im KZ Ravensbrück
- Heinz Freude (1911–2007), Lehrer und Koleopterologe
- Bert Bilzer (1913–1980), Kunsthistoriker, Numismatiker und Museumsdirektor
- Johannes Hempel (Jan Hempel; 1917–1998), sorbischer Trickfilm- und Dokumentarfilmregisseur
- Hanscarl Leuner (1919–1996), Psychoanalytiker, Begründer der Katathym-Imaginativen Psychotherapie
- Hans Haller (1920–2018), Internist
- Johannes Jo Schulz (1920–2007), Schriftsteller, Bühnen- und Drehbuchautor und Kabarettist
- Werner Bergmann (1921–1990), Regisseur und Kameramann
- Clemens Nartschik (1921–2021), Chirurg in Leipzig
- Günter Kirchhoff (1922–2006), Ökonom, Unternehmer und Hochschullehrer
- Erhard Heinz (1924–2017), Mathematiker
- Dietmar Debes (1925–1999), Bibliothekar
- Horst Bachmann (1927–2007), Maler, Bildhauer und Zeichner
- Dieter Bergner (1928–1984), marxistischer Philosoph, Hochschullehrer und -rektor
- Peter von Polenz (1928–2011), Sprachwissenschaftler und Germanist
- Günter Vojta (1928–2021), theoretischer Physiker
- Jutta Zoff (1928–2019), Harfenistin der Sächsischen Staatskapelle Dresden, Ehrenmitglied der Sächsischen Staatsoper
- Agathe Böttcher (* 1929), Textilgestalterin, Grafikerin und Malerin
- Harald Metzkes (* 1929), Maler in Berlin
- Manfred Schubert (1929–2020), Maler und Grafiker
- Günter Domschke (1930–2022), Chemiker
- Eberhard Feister (1930–1987), Diplomat, Botschafter der DDR in Sudan, Angola, Indonesien, Philippinen, Malaysia und Singapur
- Erhard Gassan (1930–2005), Maler und Grafiker
- Evelyn Richter (1930–2021), Fotografin und Professorin an der Hochschule für Grafik und Buchkunst Leipzig
- Jochen Sachse (1930–2013), Marinemaler
- Johannes Schneider (1931–1989), Prähistoriker
- Margot Ehrich (1936–2017), Schriftstellerin
- Johannes Rohlf (* 1936), Orgelbauer
- Martin H. Schmidt (* 1937), Psychiater
- Günter Tamme (1937–2022), Mathematiker, Hochschullehrer
- Bernhard Klausnitzer (* 1939), Entomologe
- Gisela Achterberg (1941–2025), Malerin, Grafikerin und Plastikerin
- Bernd Freigang (* 1941), Arzt
- Hermann Hunger (* 1942), österreichischer Assyriologe und Astronomiehistoriker
- Wolfgang Berghofer (* 1943), Politiker, ehemaliger Oberbürgermeister von Dresden
- Beate Herbst (verheiratete: Beate Müller, * 1943), Badmintonspielerin
- Gabriele Wirth (* 1943), Zahnmedizinerin, Politikerin, Mitglied des Sächsischen Landtages
- Reinhild Böhnke (* 1944), Germanistin und literarische Übersetzerin
- Volker Herbst (* 1944), Badmintonspieler
- Tina Österreich (* 1944), Lehrerin und Autorin
- Christoph Wetzel (1944–2020), Autor und Herausgeber
- Ulrike Wolf (* 1944), Journalistin und Moderatorin
- Bernhard Baier (1946–2021), Schauspieler
- Elke Wehr (1946–2008), Übersetzerin
- Konrad Herrmann (* 1948), Regisseur und Produzent
- Ulrich Hildebrandt (* 1949), Chirurg
- Monika Maria Nowak (* 1949), Bildende Künstlerin
- Dietrich Scholze (Dietrich Šołta; * 1950), Literaturwissenschaftler
- Rolf Sprink (* 1950), Verleger und Volkshochschuldirektor

### 1951 bis 1975
- Stephan Morgenstern (* 1951), Fotograf
- Martina Pötschke-Langer (1951–2022), Medizinerin auf dem Gebiet der Krebsprävention
- Jürgen Matschie (sorbisch Jürgen Maćij; * 1953), Fotograf
- Juro Mětšk (1954–2022), sorbischer Komponist
- Maria Mirtschin (Marija Měrćinowa; * 1955), Kunsthistorikerin
- Doris Mosig (* 1955), Ruderin
- Marko Schiemann (Marko Šiman; * 1955), Landtagsabgeordneter (CDU)
- Hael Yxxs (* 1956), Maler und Objektkünstler in Leipzig
- Petra-Maria Bulang (Petra-Marija Bulankec; * 1958), deutsche Schauspielerin
- Knut Schubert (* 1958), Eiskunstläufer und Eiskunstlauftrainer
- Hagen Melzer (* 1959), Leichtathlet
- Simone Ritscher (* 1959), Schauspielerin
- Stanislaw Nawka (Stanisław Nawka; * 1960), deutsch-sorbischer Mediziner
- Maik Hosang (* 1961), Philosoph, Zukunftsforscher und Sozialökologe
- Thoralf Knobloch (* 1962), zeitgenössischer Maler
- Marten Sand (* 1963), Schauspieler, Regisseur, Intendant und Hörspielsprecher
- Udo Wagner (* 1963), Florettfechter
- Bogna Koreng (Bogna Korjeńkowa; * 1965), sorbische Radio- und Fernsehmoderatorin
- Edmund Pech (Edmund Pjech; * 1965), Kulturwissenschaftler und Historiker
- Gabriela Maria Schmeide (Gabriela Marija Šmajdźina; * 1965), Schauspielerin
- Carla Nicholson (* 1966), Musicalsängerin in Zwickau und Hamburg
- Manuela Sieber (* 1967), Sängerin, Musikerin und Schauspielerin
- Roman Knoblauch (* 1968), Fernsehmoderator, Journalist, Radiomoderator und Sportkommentator
- Judith Kubitz (Judit Kubicec; * 1968), Dirigentin
- Sven Kmetsch (* 1970), ehemaliger Fußballspieler, Trainer beim FC Schalke 04
- Roman Knižka (* 1970), Schauspieler
- Tanja Donath (Tanja Donatec; * 1971), sorbische Opernsängerin (Mezzosopran)
- Susann Schimk (* 1971), Filmproduzentin
- Falk Schwaar (* 1971), Nordischer Kombinierer
- Anke Reschwamm-Schulze (* 1972), Skilangläuferin
- Norbert Baumgarten (* 1973), Drehbuchautor und Filmregisseur
- Frank Peschel (* 1974), Landtagsabgeordneter (AfD)
- Marko Dyrlich (* 1975), Schauspieler
- René Kindermann (* 1975), Journalist und Fernsehmoderator

### Ab 1976
- Lubina Hajduk-Veljković (sorbisch Lubina Hajduk-Veljkovićowa; * 1976), sorbische Schriftstellerin und Kinderbuchautorin
- Roman Töppel (* 1976), Historiker und Autor
- Marek Wenzel (* 1977), Volleyballspieler
- Maik Petzold (* 1978), Triathlet
- Franziska Rosenlöcher (* 1978), Hebamme, Psychologin und Hochschullehrerin
- Sebastian Schmidt (* 1978), Rennrodler
- Kai Wenzel (* 1978), Kunsthistoriker, Kurator und Autor
- Carsten Bergemann (* 1979), Radrennfahrer
- MadC (eigentlich Claudia Walde; * 1980), Graffiti-Künstlerin und Autorin
- Theresa Jacobs (* 1980), Kulturwissenschaftlerin
- Romy Petrick (* 1980), Sängerin und Musikwissenschaftlerin
- Madlena Mahling (Madlena Malinkec; * 1981), Historikerin
- Julia Menger (* 1982), Journalistin, Hörfunk- und Fernsehmoderatorin
- Martin Laue (* 1984), Schauspieler
- Bibiana Barth (Bibiana Bartec; * 1986), Journalistin und Moderatorin
- Marlen Hobrack (* 1986), Literaturkritikerin und Schriftstellerin
- Patricia Larraß (* 1989), Schlagersängerin
- Maik Krahl (* 1991), Jazzmusiker
- Annabella Zetsch (* 1993), Schauspielerin
- Luciano (bürgerlich Patrick Großmann; * 1994), Rapper
- Franz Pfanne (* 1994), Fußballspieler
- Oliver Hörauf (* 1996), Goalballsportler
- Michael Eifert (* 1997), Boxer
- Johannes Krahl (* 1999), Organist
- Anne Häckel (* 2005), Nordische Kombiniererin

Außerdem:
- Silbermond (Band)
  - Stefanie Kloß (* 1984), Sängerin
  - Andreas Nowak (* 1982), Schlagzeuger
  - Johannes Stolle (* 1982), Bassist
  - Thomas Stolle (* 1983), Gitarrist

## Weitere Persönlichkeiten, die mit der Stadt in Verbindung stehen
Die Landvögte der Oberlausitz hatten ihren Amtssitz auf der Ortenburg und verwalteten von dort aus die Oberlausitz. Das Adelsgeschlecht Baudissin ist nach der Stadt Bautzen benannt.
Folgende Personen haben zeitweise in Bautzen gelebt, hier gewirkt oder sind hier gestorben:
- Karl Benjamin Acoluth (1726–1800), Jurist und Schriftsteller
- Alvin Anger (1859–1924), Architekt (u. a. Stadtbibliothek Bremen, 1893), Professor für Schattenlehre, Perspektive und Architektur an der Kunstgewerbeschule in Dresden (1911: Neues Lehrbuch der Perspektive), wohnte in Kurort Hartha; Architekt der „Villa Weigang“ in Bautzen 1902/03
- Peter Bamm (Curt Emmerich), 1897–1975, gebürtiger Rheinländer, Schiffsarzt und Schriftsteller; war von 1905 bis 1914 Gymnasiast in Bautzen. Sein Buch Die unsichtbare Flagge gehörte während der Nachkriegsjahre zu den Bestsellern auf dem deutschen Büchermarkt.
- Gerhard Benzig (1903–1974), Maler und Grafiker
- Jurij Brězan (1916–2006), sorbischer Schriftsteller, besuchte ab 1928 das Gymnasium in Bautzen (heute Philipp-Melanchthon-Gymnasium), wesentliche Abschnitte seines Romans „Der Gymnasiast“ berichten von seiner Schulzeit in der Kreisstadt; lebte lange Zeit in der Bautzener Westvorstadt
- Matthäus Crocinus (1580–1654), Maler, böhmischer Exulant
- Gottfried Finckelthaus (1614–1648), Liederdichter des Barock, starb in Bautzen
- Johannes Franke (1545–1617), Arzt und früher Botaniker, verbrachte seine letzten Lebensjahre in Bautzen
- Johann Gottlieb Frenzel (1715–1780), Jurist, Historiker und Philosoph
- Arndt Ginzel (* 1972), Journalist, aufgewachsen in Bautzen
- Gunzelin von Kuckenburg (965–1017), Markgraf von Meißen; war an der Belagerung der Burg Budusin beteiligt und verhinderte das Niederbrennen der Stadt
- Georg Heine (1877–1952), Maler
- Hermann I. (Meißen), 1007–1038 Graf in Bautzen, Markgraf von Meißen, Markgraf der Oberlausitz, Graf im Hassegau
- Lutz Hillmann (* 1959), Schauspieler, Regisseur und Intendant des Deutsch-Sorbischen Volkstheaters
- Artur Immisch (1902–1949), Pianist und Komponist
- Sigmund Jähn (1937–2019), erster Deutscher im All; studierte vier Jahre lang an der Bautzener Offiziershochschule, einer Außenstelle der Offiziershochschule in Kamenz
- Judith von Böhmen (1070–1108), Tochter des Königs Vratislav II. von Böhmen; gestorben in Bautzen
- Miroslav Klimes  (1947–2006), Bildhauer
- Detlef Kobjela (1944–2018), sorbischer Komponist
- Friedrich Krause-Osten (1884–1966), Maler, lebte 1923–1966 in Bautzen
- Volker Kreß (* 1939), Superintendent in Bautzen 1979–1989, Landesbischof der Ev.-Luth. Landeskirche Sachsens 1994–2004
- Johann Kreuter (etwa 1549–1599), Maler
- Fritz Kurth (1889–1971), Maler
- Petrus Legge (1882–1951), Bischof des Bistums Meißen
- Johann Leisentrit (1527–1586), Apostolischer Administrator der Oberlausitz, Gesangbuchherausgeber, Bewahrer des Katholizismus in der Lausitz nach der Reformation
- Johann Daniel Longolius (1677–1740), Arzt in Bautzen
- Pawoł Nedo; (dt. Paul Nedo) (1908–1984), Pädagoge und Ethnologe sorbischer Nationalität, Schulrat in Bautzen und Vorsitzender der Domowina
- Paulus Niavis (1460–1514), Humanist, Pädagoge, Schriftsteller
- Friedrich Olbricht (1888–1944), beteiligt am Attentat des 20. Juli 1944 auf Adolf Hitler, besuchte bis 1907 das Bautzener Gymnasium (heute Philipp-Melanchthon-Gymnasium)
- Johann Samuel Petri (1738–1808), Kantor und Komponist
- Wilhelm von Polenz (1861–1903), Dichter, Romancier und Novellist
- Christian Wilhelm Pöppelmann (1701–1782), Oberpostmeister in Dresden (1729–34) und Bautzen (1734–81)
- Leopold Schefer (1784–1862), Dichter und Komponist
- Karl Gottfried Siebelis (1769–1843), klassischer Philologe und Pädagoge; Rektor des Bautzener Gymnasiums (heute Philipp-Melanchthon-Gymnasium)
- Artur Speck (1877–1960), Bauingenieur; maßgeblich bei Planung und Bau der Kronprinzenbrücke beteiligt
- Agnes Stavenhagen (1860–1945), Sopranistin und Kammersängerin; in Bautzen-Westvorstadt (Seidau) gestorben
- Horst Weiße (1919–1993), Holzschnitzer, Bildhauer und Lyriker; war von 1960 bis zu seinem Lebensende in und für Bautzen tätig
- Johann Gottfried Zeiske (1686–1756), Pädagoge
- Arndt Ginzel (1972), Investigativjournalist, wuchs in Bautzen auf

## Ehrenbürger
Die Stadt Bautzen hat folgenden Personen das Ehrenbürgerrecht verliehen:
- 1895: Hermann von Salza und Lichtenau (1829–1915), Freiherr, Kreishauptmann zu Bautzen
- 1895: Otto von Bismarck, Reichskanzler
- Gertrud Bobek (1898–2000), Politikerin (KPD/SED), ehemalige Staatssekretärin und stellvertretende DDR-Ministerin für Volksbildung 1954 bis 1958, Ehrenbürgerschaft erloschen
- 2002: Helga Schwarz, Musiklehrerin, Chorleiterin und engagierte Bürgerin
- 2002: Siegfried Seifert (1936–2013), ehemaliger Leiter der Bautzener Domschatzkammer und engagierter Bürger
- 2006: Herbert Flügel, Heimatforscher, Autor („Dogebliebm und oagepackt, Gedichte eines Oberlausitzers“) und engagierter Bürger
- 2007: Jan Buck (1922–2019), bedeutender sorbischer Maler der Gegenwart mit 40-jährigem Schaffensschwerpunkt in Bautzen
- 2019: Christian Schramm (* 1952), langjähriger Bürgermeister und Oberbürgermeister von Bautzen